# Nafion
Il Nafion è un fluoropolimero-copolimero costituito da tetrafluoroetilene solfonato, che fu scoperto alla fine degli anni sessanta del XX secolo da Walther Grot della DuPont; esso è il primo di una classe di polimeri sintetici aventi proprietà ioniche, che sono chiamati ionomeri.
Le proprietà ioniche uniche del Nafion derivano dall'inserimento di gruppi eterei perfluorovinilici che terminano con gruppi solfonici su uno scheletro di tetrafluoroetilene (Teflon).
Il Nafion può essere utilizzato come conduttore di protoni nelle celle a combustibile a membrane a scambio protonico (PEM) grazie alla sua eccellente stabilità termica e meccanica.
I protoni del gruppo SO3H (acido solfonico) "saltano" da un sito acido all'altro. La struttura porosa permette il passaggio di protoni ma la bassa conduttività della membrana impedisce il passaggio di elettroni. Il Nafion può essere prodotto con diverse conduttività cationiche.

## Nomenclatura e peso molecolare
Il Nafion può essere prodotto sia sotto forma di resina sia sotto forma di copolimero; ha varie configurazioni chimiche e diversi nomi nel sistema IUPAC.
Il peso molecolare del Nafion è incerto. La struttura base del Nafion, mostrata in cima alla pagina, mostra una certa variabilità del materiale, ad esempio, il monomero ammette variazioni dei gruppi etere. i metodi convenzionali per determinare il peso molecolare non sono applicabili perché il nafion non è solubile e ha una struttura complessa. comunque la sua massa è stata stimata di 105-106 Da. Per descrivere le membrane in commercio si usa la massa equivalente, definita come il peso di Nafion per mole di acido solfonico. Le resine a scambio ionico sono descritte in termini di capacità di scambio ionico, tale grandezza è il reciproco della massa equivalente.

## Preparazione
I derivati del Nafion sono prima sintetizzati mediante la copolimerizzazione del tetrafluoroetilene (TFE) (Teflon) e di un derivato perfluorurato con l'acido solfonico.
Il risultato del processo è una pellicola contenente -SO2F e polimeri. Trattando con NaOH in soluzione acquosa ad alte temperature la pellicola si ottiene la conversione dei gruppi (-SO2F) in gruppi (-SO3-Na+), che costituiscono il Nafion. Il Nafion può essere prodotto in pellicole sottili.

## Proprietà
Il Nafion ha le seguenti caratteristiche:
- Alta conduttività di protoni
- Resistenza chimica; secondo la DuPont, solo i metalli alcalini (in particolare il sodio) possono degradare il Nafion a normali temperatura e pressione.
- Resistenza a temperature elevate, e resistenza a stress meccanici
- Permeabile all'acqua.

## Applicazioni
Il Nafion viene utilizzato nelle celle a combustibile, nell'elettrolisi dell'acqua, in dispositivi elettrolitici, batterie, sensori. Il Nafion è anche spesso citato per le potenzialità teoriche (cioè non verificate sperimentalmente) di applicazione che può trovare in parecchi settori. Considerando le ampie funzionalità del Nafion, di seguito si discutono solamente le più significative.

### PEM
Il Nafion trova largo utilizzo nella costruzione di una membrana chiamata PEM (Proton Exchange Membrane oppure Polymeric exchange membrane). Tale membrana può essere utilizzata in una cella elettrolitica per produrre ossigeno e idrogeno a partire dall'acqua assorbendo energia o in una cella a combustibile per produrre energia elettrica dall'ossidazione dell'idrogeno.
Questa cella (elettrolitica o a combustibile) è composta da:
- Substrato: è un elettrodo avente una struttura leggera e porosa, solitamente per questa parte si usa il carbonio.
- Strato diffusivo: anch'esso realizzato in carbonio, permette la diffusione dei reagenti verso la zona attiva.
- Strato attivo: costituito come lo strato diffusivo, ma con la presenza di un catalizzatore, solitamente il platino, il quale favorisce la reazione.
- Nafion: la membrana semipermeabile è situata al centro della cella e permette la separazione dei reagenti ed il solo passaggio degli ioni positivi, non lasciando passare gli elettroni.